# PHP文庫
PHP文庫（ピーエイチピーぶんこ）は、株式会社PHP研究所が発行する文庫レーベル。1984年（昭和59年）4月創刊。派生レーベルとして、PHP文芸文庫がある。
毎月3日前後に発行されている。
ビジネス書、自己啓発書や歴史読み物などのノンフィクションを扱う。一部に歴史小説などのフィクションが収録されている。例外として、恋愛小説『ミッドナイト・コール』（田口ランディ）とコミックエッセイ『猫絵日記』『ほしねこ〜アラサー干物女ですが、猫にまみれて生きている猫絵日記2〜』（鈴尾粥・comicoシリーズ）・『しみことトモヱ』（simico・comicoシリーズ）がある。
文庫書き下ろしの他、単行本やPHP新書の文庫化などが収録されている。
奥付やカバーの背中などに、木が描かれたマークが入っており、本表紙の図柄にロゼッタ・ストーンを採用。本表紙デザインと紋章は上田晃郷が担当。1996年2月刊より一部の著作を除き、背表紙の色がクリーム色に統一された。また背表紙に赤いラインが入っているが、歴史ものについては2002年7月刊より緑色のラインとなった。2017年より、歴史ものについては、背表紙が黄緑となり、ラインが再び赤に変更された。